# The Sims: Livin’ Large
«The Sims: Livin' Large» (известное как «The Sims: Livin' It Up» в Европе) — первое дополнение, выпущенное для компьютерной игры-симулятора The Sims. В дополнение входят новые NPC, карьеры и предметы, оно также вводит в игру элементы фантастики и оккультизма. Это дополнение является частью «The Sims Deluxe» и более поздних сборников. В России дополнение было издано компанией «1С-СофтКлаб» на английском языке с русской документацией.
Разработка дополнения началась на фоне внезапного успеха The Sims, вместе с ним разработчики хотели добавить в игру элементы юмора, интересные события и элементы фантастики.
Критики оценили дополнение, заметив, что оно добавляет множество увлекательных элементов игрового процесса, тем не менее расширение выглядит скорее, как каталог малосвязанных расширений, часть из которых, как оказалось были доступны для бесплатного скачивания на сайта EA Games.

## Игровой процесс

Геймплей.

Livin’ Large вводит 5 дополнительных карьер: тусовка, журналистика, мистика, взлом и музыка, а также были добавлены NPC, такие как Серво, Печальный Клоун и Смерть с косой. Если Сим оставит несколько тарелок с печеньями рядом с Рождественской ёлкой и камином, то придёт Санта Клаус и оставит подарки под ёлкой. К симам, находящимися в депрессии, или у которых есть картина «Печальный Клоун», придёт Печальный Клоун, чтобы поднять им настроение. Также в игре есть Картина Морской Свинки и, если игрок разместит картину и клетку с морской свинкой вместе в одном доме, то Симы могут получить болезнь морской свинки. Смерть с косой выполняет окончательные обряды для умерших Симов. Живые симы могут вступиться со Смертью, чтобы спасти другого Сима, в результате чего будут три возможных исхода: смерть, воскрешение или зомби. Робот-серво может убираться, заниматься садоводством, чинить, а также подавать блюда. Его можно купить за 15 000 симолеонов.
Livin' Large добавляет большое количество объектов в ярком, футуристическом стиле, а также такие предметы, как хрустальный шар, электрогитара, химический набор и магическая лампа. Некоторые объекты были связаны с новыми NPC. Например, Джинн появляется из магической лампы, наблюдая в телескоп, персонаж рискует быть похищенным пришельцами, а кабинка появляется с Серво.

## Создание и выпуск
Вопрос о создании платного дополнения стал на фоне колоссального коммерческого успеха The Sims. Livin’ Large была экспериментальным проектом, тогда руководство EA хотело узнать, готовы ли будут игроки The Sims покупать дополнение. Разработчикам нужно было определиться новым игровым материалом, для чего они принялись изучать создаваемый фанатами игровой материал. В частности команда заметила, что большим спросом пользовались предметы, добавляющие в игру фантастические или мистические элементы. Так команда определилась с тематикой дополнения. Базовый игровой процесс, основанный на реальности было решено привнести больше фантастики, юмора и динамики. Некоторые скины в дополнении были созданы пользователями, которые в результате отобрали разработчики. NPC-клоун из дополнения был изначально задуман, как персонаж, развлекающий детей на вечеринке в честь дня рождения, однако так как в игре персонажи не стареют, смысла в праздничном клоуне не было и его роль была переосмыслена. Разработка дополнения началась в марте, вскоре после выпуска The Sims. Вместе с расширением, создатели хотели добавить в два раза больше новых объектов, а также заметили, что хотели с этими предметами придать дополнительные элементы неожиданности, сделая симуляцию жизни непредсказуемее, интереснее и добавить больше юмора. Уилл Райт, создатель The Sims заметил, что если базовая игра — это прежде всего имитация реальной жизни, то Livin' Large приносит в игру вымышленные элементы. Впервые о предстоящем выпуске дополнения стало известно на выставке E3 2000 года, где также был продемонстрирован геймплей. Выпуск дополнения планировался на сентябрь. 10 августа стало известно, что дополнение вышло в печать.
Выпуск дополнения состоялся 27 августа в Бразилии, 29 августа во Франции, 30 августа в Польше, 31 августа в США и Испании, 30 августа в Южной Корее, 12 октября в Дании, 16 ноября в Японии, 20 ноября в Италии,23 марта 2001 года в Великобритании и 4 октября того же года в Германии. 19 ноября 2000 года дополнение вышло для компьютеров с операционной системой Mac Os.
Дополнение после выхода в течение шести месяцев попадало в чарты США и Великобритании, в США игра держалась на 2-3 месте, а в Англии — на 5-6. Согласно данным PC Data,  по состоянию на октябрь 2000 года, всего было распродано 263,076 копий дополнения, а доход с их продаж составил $6.99 миллионов долларов США. Livin' Large вплоть до выхода следующего дополнения House Party сохраняла статус бестселлера среди игр на ПК. К концу года только в США было уже продано 595,410 копий ($16.1 миллионов), что сделало дополнение шестой самой продаваемой компьютерной игрой 2000 года. При этом дополнению удалось занять снова шестое место в списке бестселлеров в 2001 году, в США с её проданными 818,600 копиями и полученным доходом в $22.9 миллионов.

## Восприятие
| Сводный рейтинг    | Сводный рейтинг |
| Агрегатор          | Оценка          |
| ------------------ | --------------- |
| GameRankings       | 77,48 %         |
| Metacritic         | 82 %            |
| Иноязычные издания |                 |
| Издание            | Оценка          |
| GameRevolution     | [ 38 ]          |
| GameSpot           | 8 из 10         |
| IGN                | 7,5 из 10       |

Дополнение получило преимущественно положительные оценки, средние баллы по версии агрегаторов  Metacritic и GameRankings составляют 82% и 77,48 %.
Часть критиков оставили восторженные отзывы. Например представитель Actiontrip заметил с сарказмом, что для фанатиков ещё тогда новой игры The Sims, вызвавшей обезвоживание и недостаток аминокислот, выход Livin 'Large стал пожалуй «вторым пришествием Иисуса». Тем не менее критик назвал дополнение скорее обширной коллекцией разнообразных расширений, но не меняющих кардинально само ядро симулятора. В этом критик увидел тревожный знак того, что The Sims в итоге может выродиться в коммерческий проект по выпуску малосодержательных дополнений, выражая надежду, что этого всё таки не произойдёт. Представитель GamePro резюмировал, что если игроку изначально не понравилась базовая The Sims, данное расширение не сумеет его переубедить, и наоборот, если игрок обожает симулятор, то дополнение заставит полюбить его ещё больше. Редактор журнала Joystick заметил, что Livin 'Large — это дополнение о множествах интересных, но не значимых для игры вещей. Он сравнил это с покупкой новых костюмов для Барби: это делать не обязательно, но очень приятно. 
Эндрю Парк из Gamespot похвалил дополнение, заметив, что оно улучшает базовую игру во всех смыслах. Данное дополнение несомненно оценят поклонники базовой игры. Тем не менее в самом игровом процессе серьёзных изменений нет, а также отсутствуют какие либо графические улучшения. Критик IGN также дал высокую оценку дополнению, заметив, что оно отлично поможет игроку сохранить его зависимость от симулятора. Оно добавляет в игру множество новых вещей и NPC и безусловно поклонники базовой игры оценят дополнение, тем не менее редакция заметила, что дополнения скорее похоже на каталог новых вещей, у него не хватает своей темы, целостности. Игрок опробует несколько раз новые вещи и быстро привыкнет к ним
Представитель Game Revolution заметил, что коллекция новых вещей несомненно позволит игроку снова окунуться в симулятор жизни, а фанаты вполне могут наслаждаться огромным выбором новых скинов для своих симов. Тем не менее критик заметил, что многие вещи в дополнении были доступны для бесплатного скачивания на сайте EA Games, сам Livin’ Large скорее похож на пакет расширения, а не на полноценное дополнение и он имеет неоправданно высокий ценник. Сдержанный отзыв оставил редактор журнала, заметив, что дополнение сумеет лишь подарить мимолётное удовольствие.